# Републик (броненосец)
«Републик» (фр. République) — французский эскадренных броненосец, головной корабль типа «Републик».
Корабль был построен на верфи компании Arsenal de Brest, в Бресте. Киль был заложен в декабре 1901 года, «Републик» спущен на воду в сентябре 1902 года, и вступил в состав флота в декабре 1906 года, в то же самое время как и революционный британский линкор «Дредноут». 
«Републик» во время своей службы входил в состав средиземноморского Флота. В 1910 году он был случайно торпедирован однотипным броненосцем  «Патри». В 1911 году «Републик» был пришвартован около линкора «Либертэ», когда на последнем произошел взрыв. «Републик» был поврежден летящими обломками с «Либертэ». После начала Первой мировой войны в августе 1914 года, «Републик» сопровождал конвои идущие из Алжира во Францию. 16 августа 1914 года броненосец участвовал в потоплении Австро-венгерского крейсера «Зента». Большую часть войны корабль базировался в Корфу, сдерживая Австро-венгерский флот в Адриатике. В 1921 году броненосец был списан и разобран на металл.

## Описание конструкции
По другим данным, схема бронирования была следующей:
- пояс — 280—80 мм,
- башни ГК — 356—280 мм,
- 163-мм башни — 152-80 мм,
- броневая палуба — 70—50 мм,
- рубка — 305 мм.

## Литература

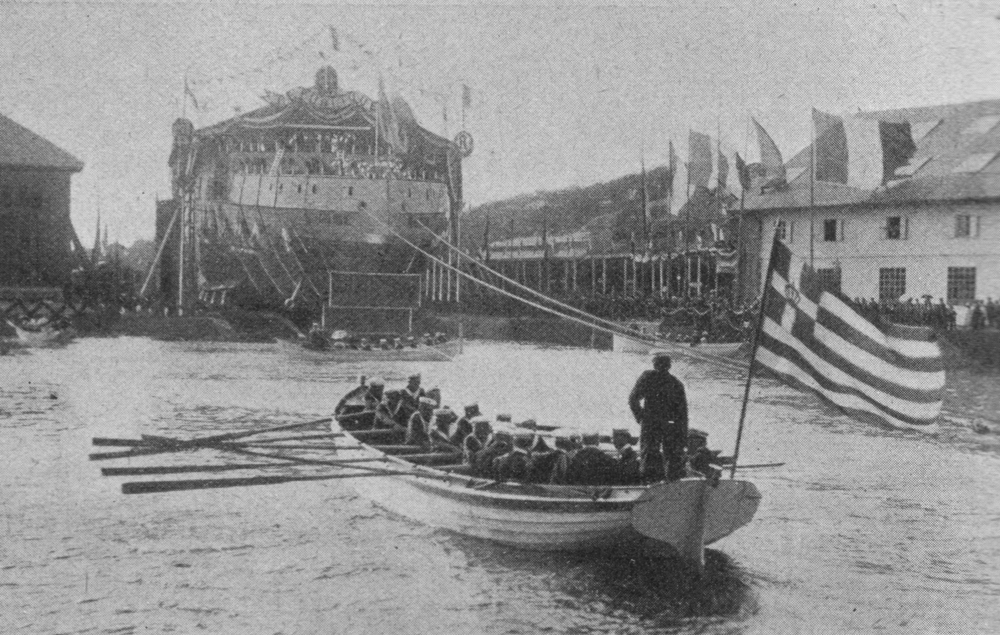
République на стапеле